# Cyprogenia stegaria
Cyprogenia stegaria é uma espécie de bivalve da família Unionidae.
É endémica dos Estados Unidos da América.